# Український лепрозорій
Держа́вний за́клад «Украї́нський лепрозо́рій Міністе́рства охоро́ни здоро́в'я Украї́ни» — єдиний в Україні лепрозорій, що розташований в Одеській області, Роздільнянському районі, в селі Кучурган, на вулиці Філатова, 60.
Дата реєстрації в системі МОЗ України — 26 серпня 1969 року. Згідно з покладеними на нього функціями, він здійснює діагностику та лікування хворих на проказу в Україні.
Створений 20 січня 1945 року за ініціативи академіка Володимира Філатова на місці колишньої німецької колонії. Розрахований на 100 місць. Нині ця будівля не використовується.
На території лепрозорію є своя котельна, станція, пральня, каналізаційна насосна станція. Продукти життєдіяльності хворих фільтруються, їх не дозволено викидати ні в море, ні в ґрунтові води.
Лікарі та обслуговчий персонал проживають на території лепрозорію окремо від хворих, які спочатку проживали в бараках, а зі зменшенням їхньої кількості — в окремих будинках. Але цей поділ суто умовний — між приміщеннями, де живуть хворі, та тими, де мешкає обслуговий персонал, існують тільки насадження рослин.
Останній пацієнт надійшов у 2005 році. У 2006 році на лікуванні перебувало 22 хворих, у 2013 році — 20. У 2016 році 35 осіб медперсоналу[джерело?] лікувалось 9 хворих та велося медичне спостереження за шістьма за межами лепрозорію[джерело?]. Станом на 2018 рік в лепрозорію лікувалося 8 осіб. Станом на лютий 2020 року в лепрозорію лікувалося 6 осіб.
Головний лікар— Лаврека Елла Володимирівна. Раніше головними лікарями працювали: Наумов Володимир Федорович, Рибак Юрій Володимирович.[джерело?]